# Amphoe Soem Ngam

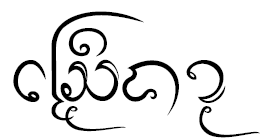
„Soem Ngam“ in Lanna-Schrift

Amphoe Soem Ngam (Thai อำเภอ เสริมงาม, Aussprache: ʔāmpʰɤ̄ː sɤ̌ːm ŋāːm) ist ein Landkreis (Amphoe – Verwaltungs-Distrikt) im Westen der Provinz Lampang. Die Provinz Lampang liegt in der Nordregion von Thailand.

## Geographie
Benachbarte Landkreise (von Nordosten im Uhrzeigersinn): die Amphoe Hang Chat, Ko Kha, Sop Prap, Thoen der Provinz Lampang, sowie Thung Hua Chang und Mae Tha der Provinz Lamphun.

## Geschichte
Soem Ngam wurde am 16. August 1971 als „Zweigkreis“ (King Amphoe) eingerichtet, bestehend aus den drei Tambon Thung Ngam, Soem Khwa und Soem Sai, die von dem Kreis Ko Kha abgespalten wurden. Am 21. August 1975 erhielt der Unterbezirk den vollen Amphoe-Status.

## Verwaltung

### Provinzverwaltung
Der Landkreis Soem Ngam ist in vier Tambon („Unterbezirke“ oder „Gemeinden“) eingeteilt, die sich weiter in 42 Muban („Dörfer“) unterteilen.
| Nr. | Name       | Thai     | Muban | Einw. |
| --- | ---------- | -------- | ----- | ----- |
| 01. | Thung Ngam | ทุ่งงาม    | 11    | 8.164 |
| 02. | Soem Khwa  | เสริมขวา  | 12    | 7.194 |
| 03. | Soem Sai   | เสริมซ้าย  | 10    | 8.237 |
| 04. | Soem Klang | เสริมกลาง | 09    | 8.298 |

### Lokalverwaltung
Es gibt drei Kommunen mit „Kleinstadt“-Status (Thesaban Tambon) im Landkreis:
- Thung Ngam (Thai: เทศบาลตำบลทุ่งงาม) bestehend aus Teilen des Tambon Thung Ngam.
- Soem Sai (Thai: เทศบาลตำบลเสริมซ้าย) bestehend aus Teilen des Tambon Soem Sai.
- Soem Ngam (Thai: เทศบาลตำบลเสริมงาม) bestehend aus den Teilen der Tambon Thung Ngam, Soem Sai, Soem Klang.

Außerdem gibt es zwei „Tambon-Verwaltungsorganisationen“ (องค์การบริหารส่วนตำบล – Tambon Administrative Organizations, TAO)
- Soem Khwa (Thai: องค์การบริหารส่วนตำบลเสริมขวา) bestehend aus dem kompletten Tambon Soem Khwa.
- Soem Klang (Thai: องค์การบริหารส่วนตำบลเสริมกลาง) bestehend aus Teilen des Tambon Soem Klang.